# 壁孔

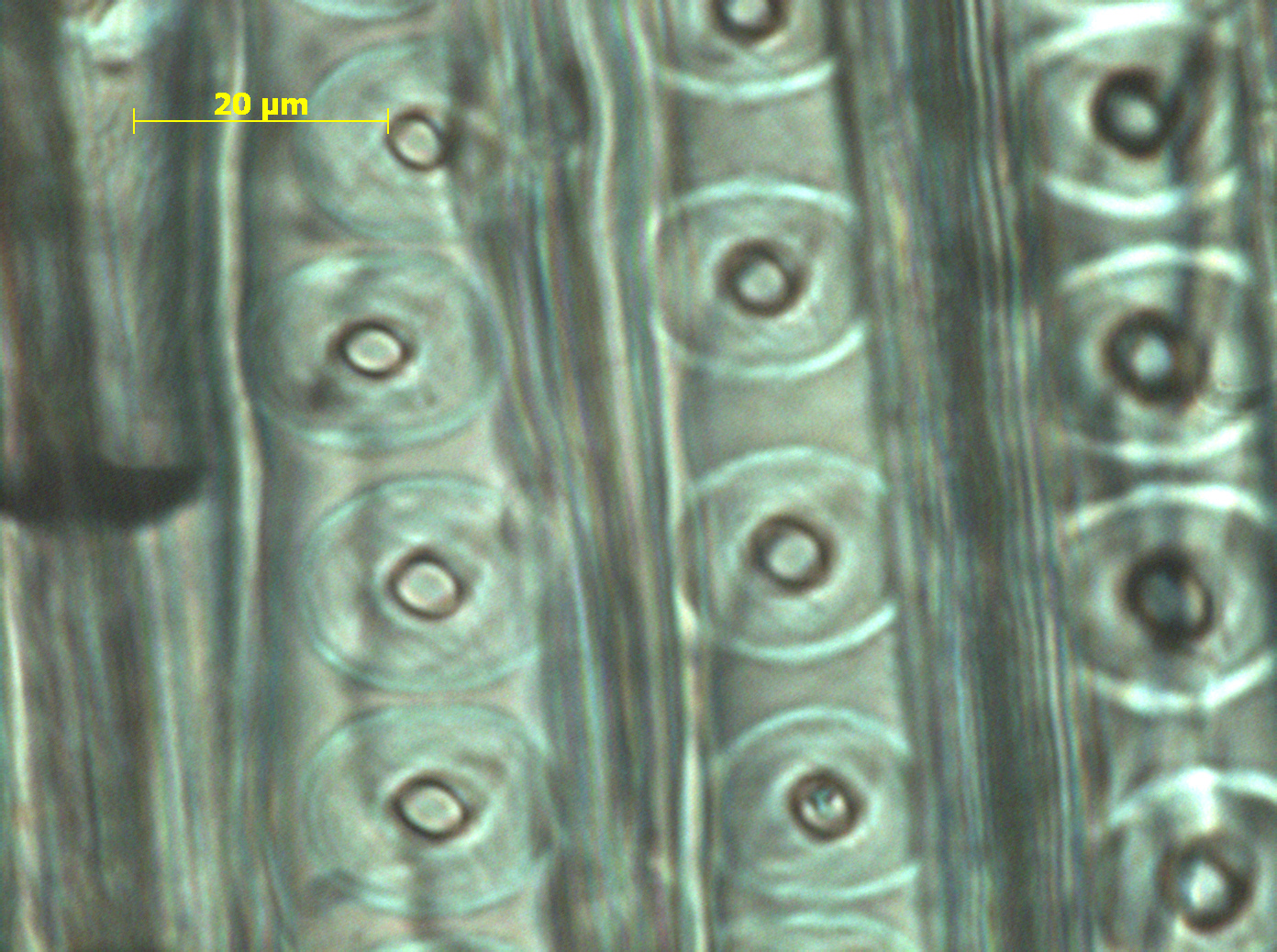
1. マツ属 (マツ科) の仮道管組織の光学顕微鏡像: 有縁壁孔が二重円として見える. 大きな円が壁孔壁、小さな円が孔口を示している。

壁孔 (へきこう、pit) とは維管束植物の細胞壁において、二次細胞壁 (二次壁；細胞伸長後に一次細胞壁の内側に形成される細胞壁) が局所的に形成されずに孔状に残された部分のことである (図1)。壁孔を閉塞している一次細胞壁の部分を壁孔壁 (壁孔膜、pit membrane)、細胞内側に面した壁孔の開口部を孔口 (pit aperture) とよぶ。仮道管や道管要素など維管束木部の細胞に多く見られる。壁孔壁は薄く、ここを通して細胞間で水などの物質輸送が行われる。

## 構造

### 単壁孔と有縁壁孔

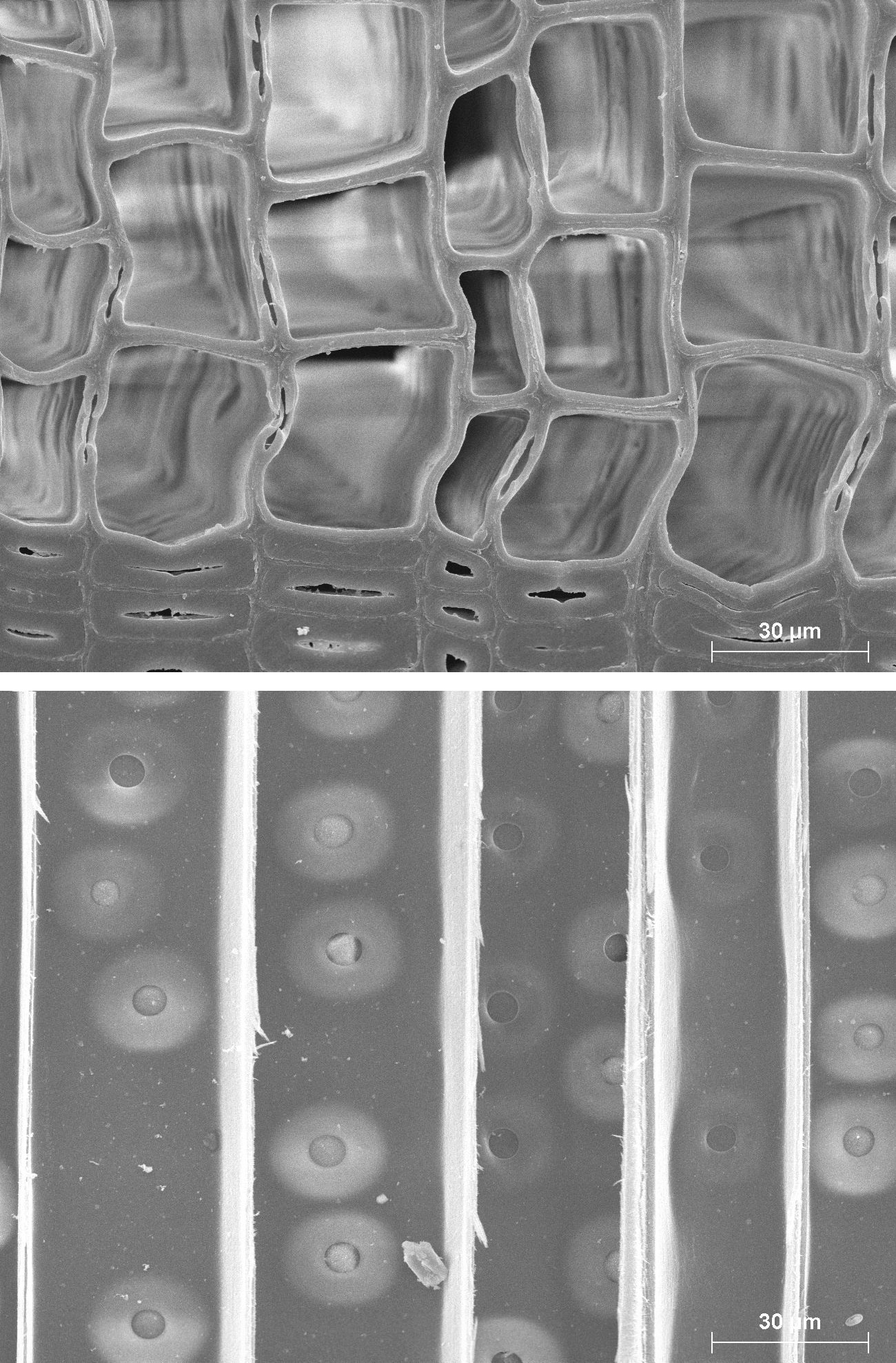
2. ドイツトウヒ (マツ科) 仮道管組織の走査型電子顕微鏡像: (上) 横断面: 左側2列目と最右列の仮道管に有縁壁孔対が見える。(下) 縦断面 (細胞内側からの像): 有縁壁孔がならんでいる。二重円に見える構造のうち、大きな円が壁孔壁、小さな円が孔口を示している。

壁孔は、それを取り囲む二次細胞壁の形状に応じて単壁孔と有縁壁孔に類別される。壁孔壁と孔口の径がほぼ等しい (孔口の縁が張り出していない) 壁孔は、単壁孔 (simple pit) とよばれる (下図3)。一方、孔口の縁の二次細胞壁が張り出して (壁孔縁 pit border) 壁孔壁よりも孔口の径が明らかに小さい壁孔は、有縁壁孔 (bordered pit) とよばれる (図2)。有縁壁孔では、大きな壁孔壁と小さな孔口が重なって二重の円に見える (上図1、図2)。一般的に、単壁孔は木部柔細胞や師部繊維に、有縁壁孔は管状要素 (仮道管や道管要素) に多く見られる。
壁孔において、壁孔壁と孔口の間にできた空間は壁孔室 (pit chamber; 壁孔腔 pit cavity) とよばれる。有縁壁孔において壁孔の直径に対して細胞壁が非常に厚くなったものでは、壁孔室から細胞内側に向かって細い管状の通路が形成され、これを壁孔道 (pit canal) とよぶ。壁孔道において壁孔室に面した開口を外孔口 (outer aperture)、細胞内側に面した開口を内孔口 (inner aperture) とよぶ。また隣接する壁孔の孔口が融合して溝状になったものは、結合孔口 (coalescent aperture) とよばれる。石細胞ではさらに多くの壁孔が融合して複雑に分枝した管状の壁孔道となる (下図4)。

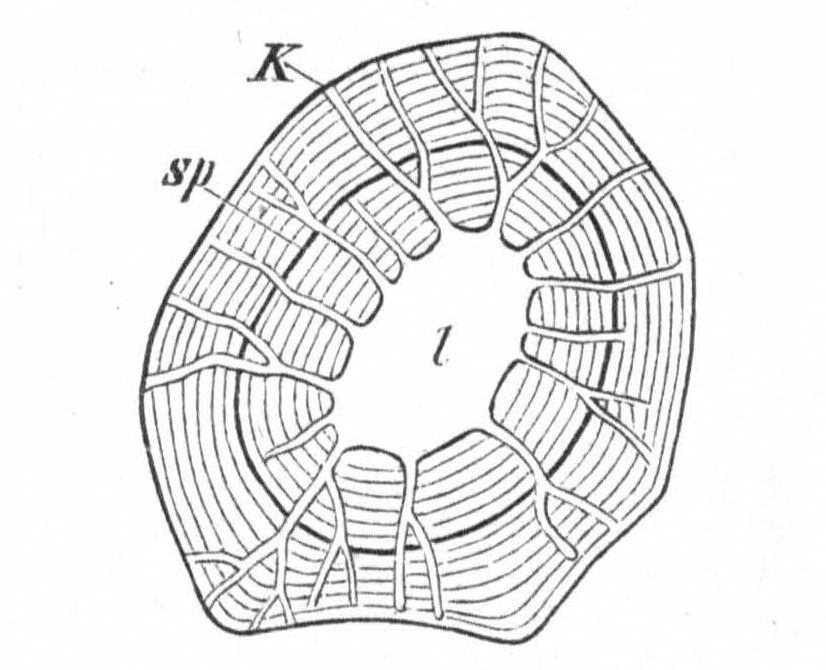
4. 石細胞の断面図 (細胞壁が層状に肥厚している): 壁孔道が非常に長く、所々で融合している (K = 壁孔壁)。

壁孔の大きさや形 (円形、多角形、楕円形、細裂状) には大きな多様性がある。被子植物の木部繊維では、孔口が細長い細裂状であるものが多く、壁孔対において対になる孔口が交叉してX形を示すことがある。また細胞壁表面での配列様式にも多様性があり、細長い壁孔が平行にならぶもの (階段状 scalariform) や、縦横に規則正しくならぶもの (対列状 opposite)、交互に規則正しくならぶもの (交互状 alternate) などがある。またマメ科などの二次木部では、孔口付近に多数のいぼ状突起が存在することがあり、ベスチャード壁孔 (vestured pit) とよばれる。

### 壁孔対

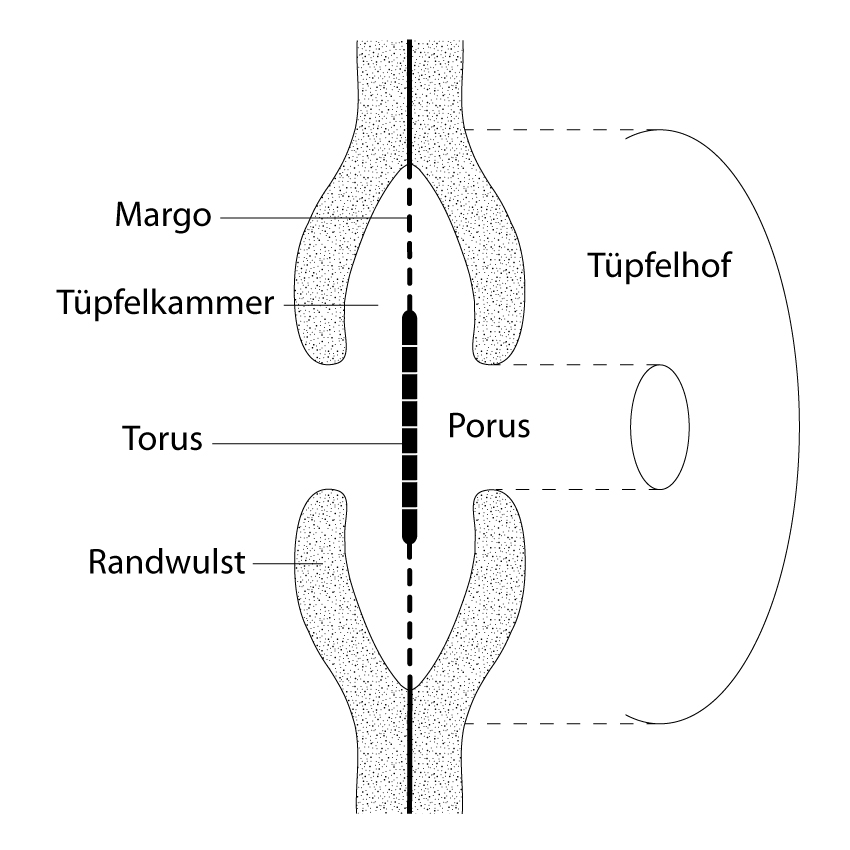
5. 有縁壁孔対の模式図: 中央が2つの細胞の境界. 両細胞で二次壁が張り出して孔口が狭まっている. (図は球果類に典型的なタイプであり、壁孔壁にトールスをもつ；下記参照)

隣接する細胞の壁孔は一次細胞壁を挟んで対になっていることが多く、このような対になった壁孔は壁孔対 (pit pair, pit-pair) とよばれる。それに対して対をなさずに一方の細胞のみに存在する壁孔は盲壁孔 (blind pit) とよばれる。
壁孔対の場合、ふつう単壁孔どうし、または有縁壁孔どうしが対になり、それぞれ単壁孔対 (simple pit pair; 図3a, c)、有縁壁孔対 (bordered pit pair; 図5) とよばれる。ただし木部柔細胞と管状要素 (仮道管や道管要素) が接している部分では、単壁孔と有縁壁孔の対である半有縁壁孔対 (half bordered pit pair) が形成される。

### 壁孔壁
壁孔は壁孔壁で閉じられているが、この壁孔壁を通して水などが透過する。また木部柔細胞など壁孔をもつ生細胞では、壁孔壁を通して多数の原形質連絡が存在する。
壁孔壁は一次細胞壁からなり、また隣接する壁孔壁と接する部分には中葉 (中層；細胞間を接着させている部分でありペクチンを多く含む) が存在する。
球果類 (針葉樹) の仮道管に存在する有縁壁孔の壁孔壁には、トールスとマルゴとよばれる特異な構造が存在する (図6)。このような壁孔壁では中央部が円盤状に肥厚しており、トールス (torus) とよばれる。それに対して周縁部はセルロース微繊維 (ミクロフィブリル) のみが残った構造になっており、マルゴ (margo) とよばれる。マルゴの部分は通水の抵抗が少なく効率的な水輸送が行われる。また隣接する細胞が気泡で満たされるなどして大きな圧力差が生じると、壁孔壁が一方へ押しやられることになる。この際、トールスの部分が孔口の突出した縁に押し付けられて孔口が栓をされた状態になる (図6b)。トールスは厚いため、隣接細胞からの気泡の侵入などを防ぐことができると考えられている (気泡形成は道管要素や仮道管の通水を阻害する；道管#木部輸送を参照)。このような壁孔の閉鎖は、被子植物でも見られることがある。
被子植物の道管では、一次細胞壁、中葉とも残された均質な壁孔壁をもつもの (トネリコ属など)、中葉を欠き周縁部で部分的にセルロース微繊維が疎なもの (ヤナギ科など)、中央部の肥厚 (トールス；上記) をもつもの (モクセイ科の一部など) などが知られている。また木部繊維では、壁孔壁に大きな孔があるものや、特異な肥厚が存在するものもある。

## 発生
壁孔ができる場所は、一次細胞壁形成時に既に決まっており、そのような場所での表層微小管の消失とそれにつづく微小管束の出現が知られている。またこのような場所は一次細胞壁が薄く、原形質連絡が集中して存在しており、一次壁孔域 (primary pit field) とよばれる。二次細胞壁が形成されるようになった際に、一次壁孔域では二次細胞壁が形成されず、壁孔となる。

## ギャラリー

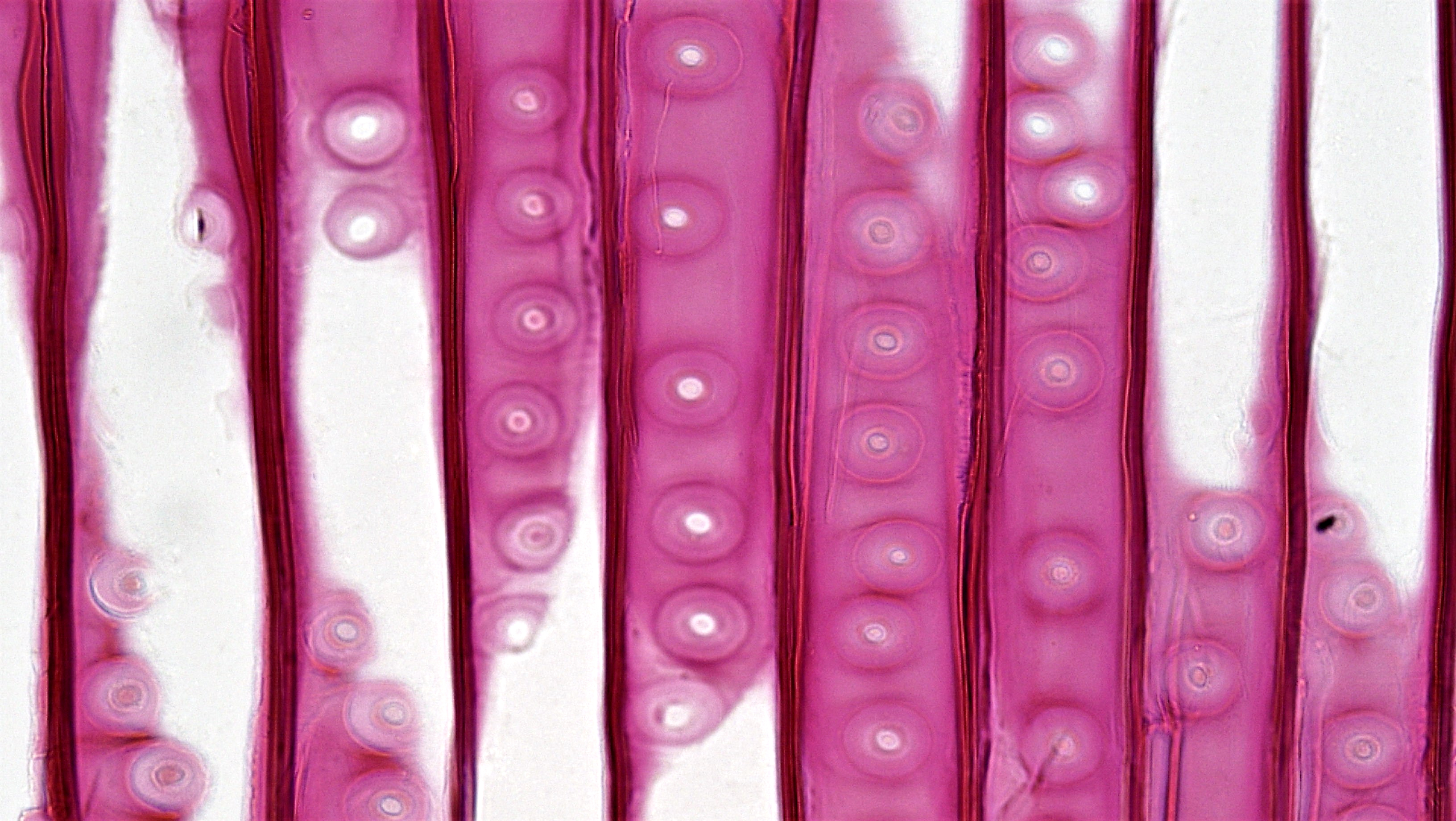
マツ属 (マツ科) の仮道管組織の縦断面. 有縁壁孔が二重円として見える.
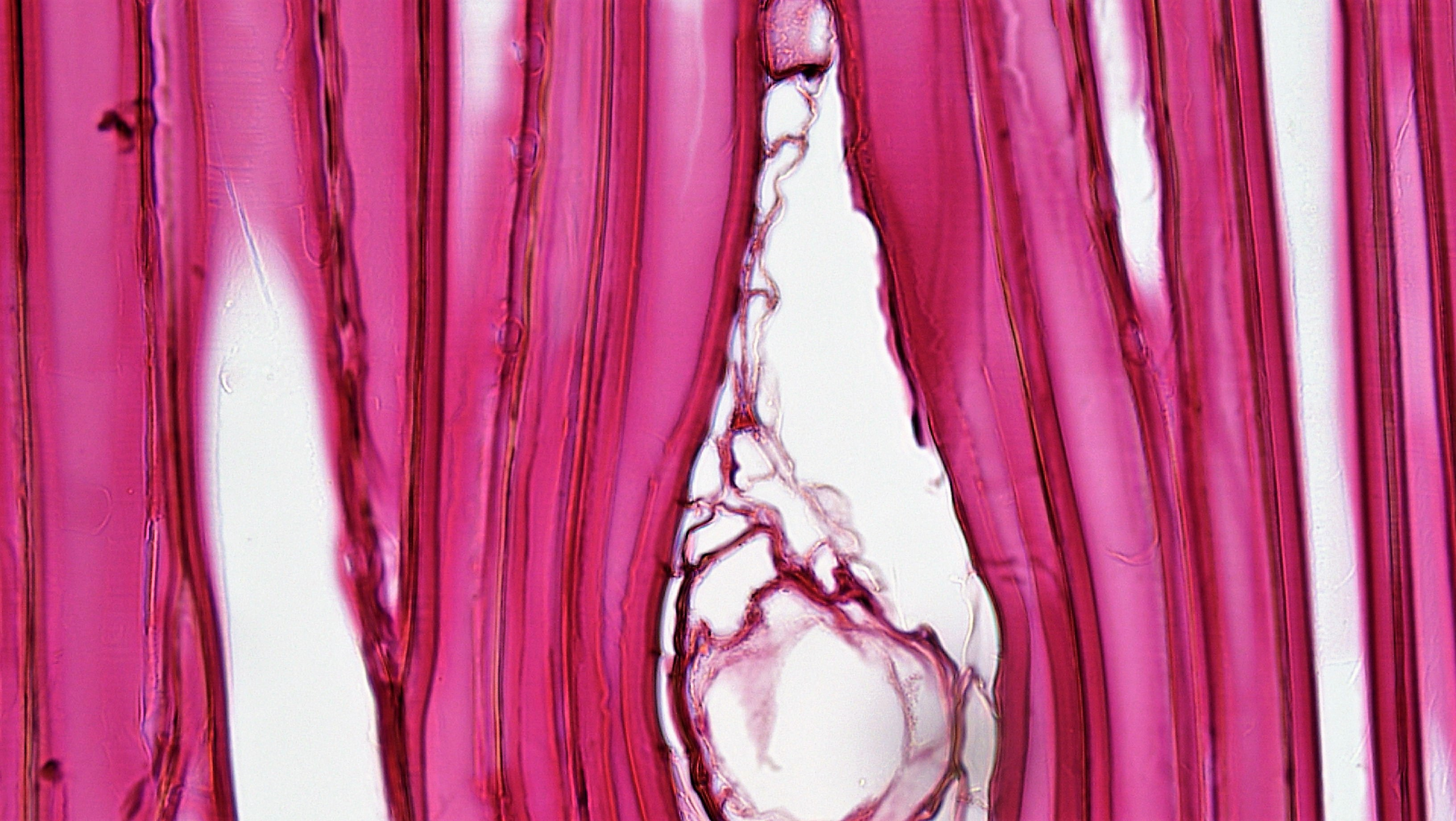
マツ属 (マツ科) の仮道管組織の縦断面. やや左側にならんだ有縁壁孔の断面が見える.
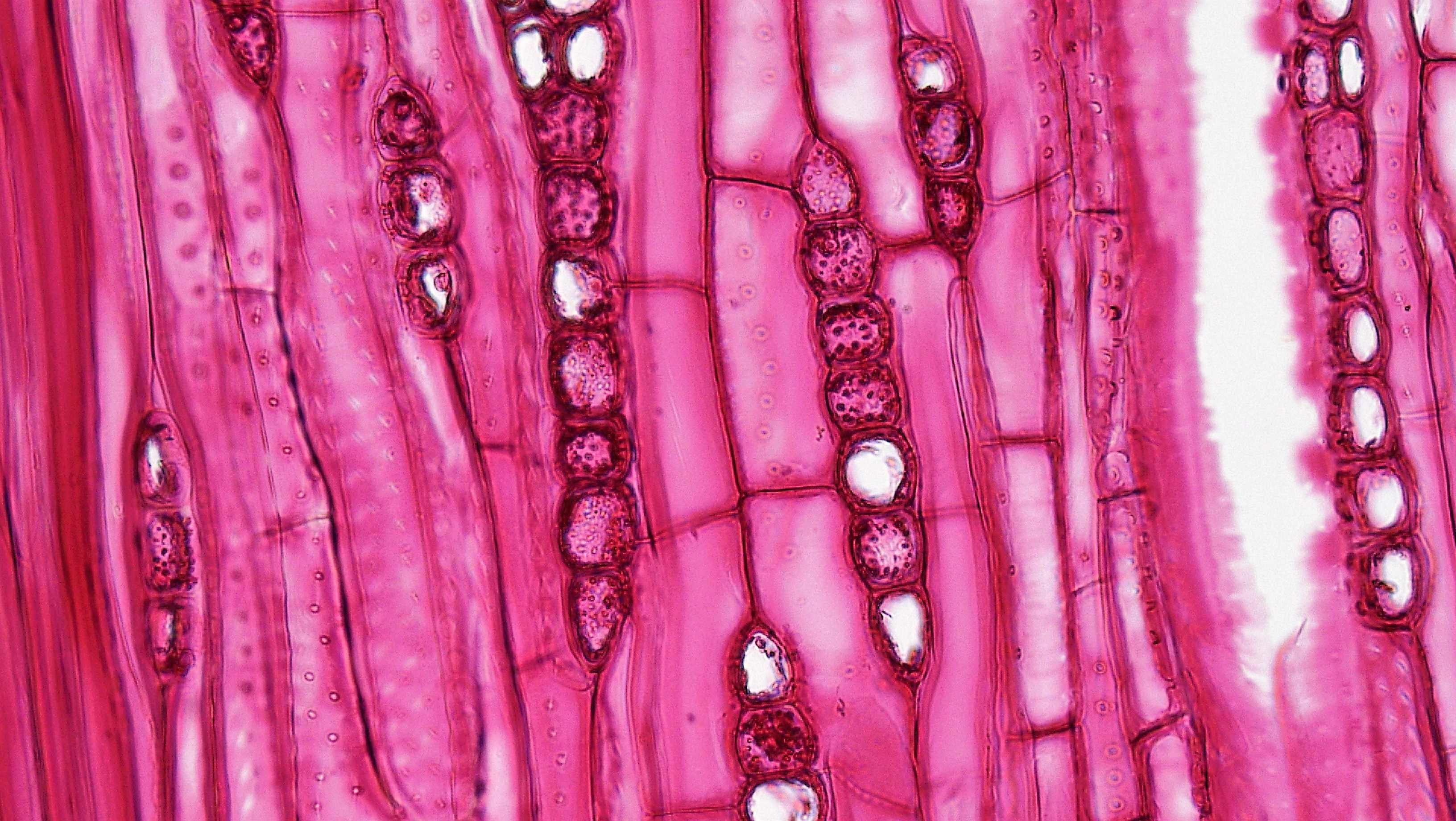
ナラ (ブナ科) の木部の縦断面. 道管表面に壁孔が見える. 縦にならんだ丸い細胞の列は放射組織.